# 木村直樹 (歴史学者)
木村 直樹（きむら なおき、1971年 - ）は、日本史学者、長崎大学教授。

## 略歴
東京都生まれ。1995年東京大学文学部卒。2000年同大学院人文社会系研究科博士課程中退、東京大学史料編纂所助手、2007年助教、2014年長崎大学多文化社会学部准教授を経て、2016年教授。2010年「幕藩制国家と東アジア世界」で文学博士。専門は日本近世史。

## 著書
- 『幕藩制国家と東アジア世界』吉川弘文館、 2009年、 オンデマンド版　2024年、ISBN　9784642734417
- 『〈通訳〉たちの幕末維新』吉川弘文館、 2012年、ISBN　9784642080729
- 『長崎奉行の歴史 苦悩する官僚エリート』角川選書、 2016年

### 監修
- 『地図とデータでよくわかる日本史 もう一度学ぶ"基本の60テーマ"』橋本雄・馬場基・松沢裕作共監修 JTBパブリッシング 2013年